# ساندر سيفيرينو
ساندر سيفيرينو هو لاعب شطرنج فلبيني، ولد في 30 يونيو 1985.

## وصلات خارجية
- ساندر سيفيرينو على موقع الاتحاد الدولي للشطرنج (الإنجليزية)
- ساندر سيفيرينو على موقع مباريات الشطرنج (الإنجليزية)
- ساندر سيفيرينو على موقع 365Chess.com (الإنجليزية)
- ساندر سيفيرينو على موقع Chesstempo.com (الإنجليزية)